# Trofeo Alcúdia-Port d'Alcúdia 2022
La 24e édition du Trofeo Alcúdia-Port d'Alcúdia a lieu le 27 janvier 2022, sur un parcours de 173,2 kilomètres tracé dans les Îles Baléares en Espagne, avec un départ et une arrivée au Port d'Alcúdia. La course est la deuxième manche du Challenge de Majorque 2022 et fait partie du calendrier UCI Europe Tour 2022 en catégorie 1.1.

## Équipes participantes
25 équipes participent à la course - 10 WorldTeams, 9 ProTeams et 6 équipes continentales :
| WorldTeams (10)- Movistar Team - UAE Team Emirates - Bora-Hansgrohe - AG2R Citroën Team - Israel-Premier Tech - Lotto-Soudal - BikeExchange-Jayco - Cofidis - Intermarché-Wanty-Gobert Matériaux - Trek-Segafredo ProTeams (9)- Caja Rural-Seguros RGA - Euskaltel-Euskadi - Equipo Kern Pharma - Eolo-Kometa - Bardiani-CSF-Faizanè - Arkéa-Samsic - Burgos-BH - Sport Vlaanderen-Baloise - Drone Hopper-Androni Giocattoli Équipes continentales (6)- BEAT Cycling - Minerva Cycling Team - Java Kiwi Atlántico - Electro Hiper Europa-Caldas - Manuela Fundación Continental - Work Service-Vitalcare-Dynatek |
| |

## Classement final
| \| Classement général \| Classement général \| Classement général \| Classement général \| Classement général \| \| Coureur \| Coureur \| Pays \| Équipe \| Temps \| \| ------------------ \| ------------------- \| ------------------ \| ---------------------------------- \| ------------------ \| \| 1er \| Biniam Girmay \| Érythrée \| Intermarché-Wanty-Gobert Matériaux \| 3 h 50 min 48 s \| \| 2e \| Ryan Gibbons \| Afrique du Sud \| UAE Team Emirates \| + 0 s \| \| 3e \| Giacomo Nizzolo \| Italie \| Israel-Premier Tech \| + 0 s \| \| 4e \| Iván García Cortina \| Espagne \| Movistar Team \| + 0 s \| \| 5e \| Matîs Louvel \| France \| Arkéa-Samsic \| + 0 s \| \| 6e \| Michael Matthews \| Australie \| BikeExchange-Jayco \| + 0 s \| \| 7e \| Piet Allegaert \| Belgique \| Cofidis \| + 0 s \| \| 8e \| Pascal Ackermann \| Allemagne \| UAE Team Emirates \| + 0 s \| \| 9e \| Jesús Ezquerra \| Espagne \| Burgos-BH \| + 0 s \| \| 10e \| Lawrence Naesen \| Belgique \| AG2R Citroën Team \| + 0 s \| |                     |                |                                    |                 |
| |                     |                |                                    |                 |
| Source : ProCyclingStats |                     |                |                                    |                 |
| Classement général |                     |                |                                    |                 |
| Coureur | Coureur             | Pays           | Équipe                             | Temps           |
| 1er | Biniam Girmay       | Érythrée       | Intermarché-Wanty-Gobert Matériaux | 3 h 50 min 48 s |
| 2e | Ryan Gibbons        | Afrique du Sud | UAE Team Emirates                  | + 0 s           |
| 3e | Giacomo Nizzolo     | Italie         | Israel-Premier Tech                | + 0 s           |
| 4e | Iván García Cortina | Espagne        | Movistar Team                      | + 0 s           |
| 5e | Matîs Louvel        | France         | Arkéa-Samsic                       | + 0 s           |
| 6e | Michael Matthews    | Australie      | BikeExchange-Jayco                 | + 0 s           |
| 7e | Piet Allegaert      | Belgique       | Cofidis                            | + 0 s           |
| 8e | Pascal Ackermann    | Allemagne      | UAE Team Emirates                  | + 0 s           |
| 9e | Jesús Ezquerra      | Espagne        | Burgos-BH                          | + 0 s           |
| 10e | Lawrence Naesen     | Belgique       | AG2R Citroën Team                  | + 0 s           |

## Classement UCI
La course attribue des points aux coureurs pour le Classement mondial UCI 2022 selon le barème suivant :
| Position           | 1er | 2e | 3e | 4e | 5e | 6e | 7e | 8e | 9e | 10e | 11e | 12e | 13e à 15e | 16e à 25e |
| Classement général | 125 | 85 | 70 | 60 | 50 | 40 | 35 | 30 | 25 | 20  | 15  | 10  | 5         | 3         |